# Dolores Bouckaert
Dolores Bouckaert (1976) is een Vlaamse actrice.

## Biografie
Dolores Bouckaert groeide op in Deinze. 
Ze is diabeet sinds haar twaalfde en onderging in 2018 een nier- en alvleeskliertransplantatie.

## Werk
Film en tv
- Neveneffecten (2005) als Trut
- Het Geslacht De Pauw (2005) als Conny
- Ex Drummer (2007), als Lio
- Little Black Spiders (2012), als Cecilia
- Terug naar morgen (2015), als fotografe
- Trollie (2015), als dokter
- De Dag (2018), als Sanne Coulin
- Albatros (2020), als Erna Verghote[2]
- Assisen (2023) als Monique Hellemans

Theater (selectie)
- Discothèque
- Deceptive Bodies (2014)
- Galop

Beeldend kunstenaar